# Terang Engon
Terang Engon is een bestuurslaag in het regentschap Aceh Tengah van de provincie Atjeh, Indonesië. Terang Engon telt 87 inwoners (volkstelling 2010).